# Hearts and Bones
Hearts and Bones — шестой студийный альбом американского фолк-певца и музыканта Пола Саймона, изданный 4 ноября 1983 года на лейбле Warner Bros..

## История
Изначально альбом планировалось назвать Think Too Much, но Мо Остин, президент лейбла Warner Bros. Records, уговорил Саймона сменить его на новое Hearts and Bones. Альбом был сочинён и записан вскоре после концертных турне группы Simon and Garfunkel: The Concert in Central Park в 1981 году, и мирового турне 1982—1983 годов. Несколько песен, предназначенных для Think Too Much были впервые представлены на турне, и Арт Гарфанкел работал над некоторыми из песен вместе с Саймоном в студии, даже предполагалось, что они запишут новый материал для нового диска их совместной группы Simon & Garfunkel. Однако, Гарфанкел покинул проект и не обозначен в качестве соавтора на диске.
Диск достиг позиции лишь № 35 в американском хит-параде Billboard Top LPs & Tape, но получил положительные отзывы музыкальной критики и интернет-изданий, например, AllMusic, Роберт Кристгау, Rolling Stone.

## Список композиций
Автор всех песен сам Пол Саймон.
Первая сторона
1. «Allergies» — 4:37
2. «Hearts and Bones» — 5:37
3. «When Numbers Get Serious» — 3:25
4. «Think Too Much (b)» — 2:44
5. «Song About the Moon» — 4:07

Вторая сторона
1. «Think Too Much (a)» — 3:05
2. «Train in the Distance» — 5:11
3. «Rene and Georgette Magritte with Their Dog After the War[англ.]» — 3:44
4. «Cars Are Cars» — 3:15
5. «The Late Great Johnny Ace» — 4:45

Бонусные треки
1. "Shelter of Your Arms" (Unreleased Work-in-Progress) – 3:11
2. "Train in the Distance" (Original acoustic demo) – 3:13
3. "Rene and Georgette Magritte with Their Dog After the War" (Original acoustic demo) – 3:47
4. "The Late Great Johnny Ace" (Original acoustic demo) – 3:22

Бонусные треки № 11-14 вышли на ремастинговом переиздании в 2004 году на CD на лейбле Rhino Records в иле 2004 года.

## Позиции в хит-парадах
| Хит-парад (1983)                          | Лучший результат |
| ----------------------------------------- | ---------------- |
| Norwegian VG-lista Albums Chart           | 3                |
| Swedish Albums Chart                      | 11               |
| Dutch Mega Albums Chart                   | 14               |
| French SNEP Albums Chart                  | 19               |
| Swiss Albums Chart                        | 25               |
| Spanish Albums Chart                      | 27               |
| Japanese Oricon Albums Chart              | 30               |
| UK Albums Chart                           | 34               |
| United States Billboard Pop Albums        | 35               |
| Canadian Albums Chart                     | 50               |
| German Media Control Albums Chart         | 51               |
| Australian Kent Music Report Albums Chart | 99               |